# Sarina Radomski
Sarina Radomski (* 1987 in Leipzig) ist eine deutsche Schauspielerin.

## Leben
Radomski stand schon als Kind auf der Bühne. Beim Markranstädter Kinderfest belegte sie mit ihrer besten Freundin den ersten Platz bei einer Mini Playback Show im Stadtbad. Beim Jugendtheater „Theatrium“ in Leipzig begann sie im Alter von 14 Jahren mit einer Regieassistenz. Es folgten einige Jugendtheaterprojekte als Spielerin. Mit 17 Jahren begann sie ihre Schauspielausbildung an der Schauspielschule Leipzig (vormals: Theaterfachschule Bongôrt von Roy), die sie von 2005 bis 2009 absolvierte und mit der Bühnenreifeprüfung abschloss. Sie erhielt dort eine klassische Gesangs- und Tanzausbildung, nahm Klavierunterricht und studierte Sprechtechnik und Stimmbildung. Weiterhin belegte sie 2012 für ihre Kamera- und Filmarbeiten eine mehrmonatige Fort- und Weiterbildung am Institut für Schauspiel, Film- und Fernsehberufe (ISFF Berlin) in Berlin. In den Jahren 2016/2017 absolvierte sie den Sanford-Meisner-Jahreskurs, eine zusätzliche Schauspieltechnik, am Actors Space Berlin.
Radomski hatte Theaterengagements bei der „Theaterfabrik Sachsen“ (2006–2009) und beim Kinder- und Jugendtheater „Theatrium Leipzig“ (2010/2011). Sie spielte dort klassische Bühnenrollen, u. a. in Stücken von Shakespeare, Molière und Gerhart Hauptmann. 2010 war sie im „Theatrium Leipzig“ im Weihnachtsstück Drei Haselnüsse für Aschenbrödel, eine Bühnenfassung des gleichnamigen Films, in der Titelrolle zu sehen. 2012 trat sie in der „Kulturwerkstatt KAOS“ in Leipzig-Lindenau auf.
Radomski übernahm verschiedene Film- und Fernsehrollen. Für Kurzfilme stand sie bereits seit 2007 mehrfach vor der Kamera, erste Fernseharbeiten folgten 2011. Episodenrollen hatte sie u. a. in den Fernsehserien Krimi.de (2013; als Polizistin Helen Görg) und SOKO Leipzig (2014). Im Leipziger Tatort: Niedere Instinkte (Erstausstrahlung: April 2015) war sie die junge Polizistin Butterblum.
Im Jahr 2014 war sie zusammen mit Tino Mewes in einer Fernsehwerbung für den Ford Fiesta zu sehen; der als Schmollbraten bekanntgewordene TV-Spot erhielt eine Auszeichnung durch den Art Directors Club für Deutschland e. V. Ab 2017 wurde eine neue Variante des TV-Spots mit ihr gesendet; diesmal wurde ein spontaner Ausflug nach Paris dargestellt.
Ihre erste Fernsehhauptrolle hatte sie in dem Märchenfilm Prinz Himmelblau und Fee Lupine (2016), in dem sie die Fee Elli, die Schwester der weiblichen Titelfigur Lupine spielte, die am Ende ihr Glück mit dem Knappen des Prinzen findet.
Von April 2017 (Folge 89) bis April 2018 (Folge 139) war sie in der Fernsehserie In aller Freundschaft – Die jungen Ärzte in einer festen Nebenrolle als Erzieherin und später auch als Assistenzärztin Eva Ludwig zu sehen. In der ZDF-Fernsehserie Zarah – Wilde Jahre (Erstausstrahlung ab September 2017) hatte Radomski eine Seriennebenrolle; sie spielte die Grafikerin Elke Beermann, die die neue stellvertretende Chefredakteurin Zarah Wolf (Claudia Eisinger) in ihrem Kampf um Gleichberechtigung unterstützt. Im Jahr 2018 wirkte sie in Rosa von Praunheims Film Männerfreundschaften mit. 
Von Januar 2020 bis April 2022 gehörte Radomski in der auf Das Erste ausgestrahlten Vorabendserie WaPo Berlin als Kriminalhauptkommissarin Paula Sprenger zur Stammbesetzung des Ermittlerteams. Nach drei Staffeln und 24 Folgen stieg sie auf eigenen Wunsch aus.
In der Literaturverfilmung Unterleuten – Das zerrissene Dorf (2020) nach dem Roman von Juli Zeh verkörperte Radomski in einer Hauptrolle die Landwirtin Betty Kessler, die Assistentin der Geschäftsführung und „gute Seele“ des Ökologica-Agrarbetriebs. In der 17. Staffel der ZDF-Serie SOKO Wismar (2021) übernahm sie eine der Episodenhauptrollen als hoch verschuldete Betreiberin einer Golfplatzanlage, deren Ehemann tot aufgefunden wird. In dem als Ensemblefilm konzipierten, episodischen Weihnachtsfilm Wenn das fünfte Lichtlein brennt (2021) verkörperte Radomski als Flughafen-Verkäuferin Anja und schwangere Freundin des ungeouteten Ramp Agents Sebastian (Tim Kalkhof) eine der Hauptrollen.
Sarina Radomski ist Mitglied im Bundesverband Schauspiel (BFFS). Sie lebt in Berlin.

## Filmografie (Auswahl)
- 2011: Der Junggesellenabschied (Kurzfilm)
- 2012: Stammtisch (Kurzfilm)
- 2013: Krimi.de (Fernsehserie; Folge: Lebensmüde)
- 2014: SOKO Leipzig (Fernsehserie; Folge: Die Müllbrüder)
- 2014: Ballade vom Aufbruch (Kurzfilm)
- 2015: Tatort: Niedere Instinkte (Fernsehreihe)
- 2016: Prinz Himmelblau und Fee Lupine (Fernsehfilm)
- 2017–2018, 2019: In aller Freundschaft – Die jungen Ärzte (Fernsehserie; Serienrolle, 29 Folgen)
- 2017: Zweibettzimmer (Fernsehfilm)
- 2017: Praxis mit Meerblick – Willkommen auf Rügen und Brüder und Söhne (Fernsehserie, Folgen 1 + 2)
- 2017: Zarah – Wilde Jahre (Fernsehserie; Serienrolle)
- 2018: Amokspiel
- 2018: Männerfreundschaften (Dokuspiel)
- 2019: Der Bulle und das Biest (Fernsehserie; Folge: Ruf der Leere)
- 2020–2022: WaPo Berlin (Fernsehserie, 24 Folgen)
- 2020: Unterleuten – Das zerrissene Dorf (Fernsehfilm)
- 2020: Der Alte (Fernsehserie; Folge: Verlorene Seelen)
- 2020: Liebe. Jetzt! (Fernsehserie)
- 2021: SOKO Wismar (Fernsehserie; Folge: Der Golfer mit dem Schottenrock)
- 2021: Ein starkes Team: Verdammt lang her (Fernsehreihe)
- 2021: Wenn das fünfte Lichtlein brennt (Fernsehfilm)
- 2023: Der Bergdoktor (Fernsehserie; Folge: Der Weg zurück)
- 2023: Kannawoniwasein! (Kinofilm)
- 2023: SOKO Potsdam (Fernsehserie; Folge: Brieselanger Licht)
- 2023: Doktor Ballouz (Fernsehserie; Folge: Alles Gute)
- 2023: Jenseits der Spree (Fernsehserie; Folge: Spurlos)
- 2024: Vorübergehend glücklich – Vredenhorst (Fernsehfilm)
- 2024: Vorübergehend glücklich – Opimaral (Fernsehfilm)
- 2024: Blutige Anfänger (Fernsehserie; Folge: Bis dass der Tod euch scheidet)
- 2025: Tatort: Solange du atmest (Fernsehreihe)